# Bhesa robusta
Bhesa robusta es una especie de planta de flores perteneciente a la familia  Celastraceae. Se encuentra en India, Indonesia, Malasia, Birmania, Singapur,  Tailandia y Vietnam. 

## Fuente
- World Conservation Monitoring Centre 1998.  Bhesa robusta.   2006 IUCN Red List of Threatened Species.    Bajado el 20-08-07.